# Varessia
Varessia is een plaats en voormalige gemeente in het Franse departement Jura in de regio Bourgogne-Franche-Comté en telt 38 inwoners (2009). De plaats maakt deel uit van het arrondissement Lons-le-Saunier.

## Geschiedenis
Op 1 januari 2016 fuseerde de gemeente met Arthenas, Essia en Saint-Laurent-la-Roche tot de commune nouvelle La Chailleuse.

## Geografie
De oppervlakte van Varessia bedraagt 1,9 km², de bevolkingsdichtheid is dus 20 inwoners per km².
De onderstaande kaart toont de ligging van Varessia met de belangrijkste infrastructuur en aangrenzende gemeenten.

## Demografie
Onderstaande figuur toont het verloop van het inwonertal.
Arthenas · Essia · Saint-Laurent-la-Roche · Varessia